# Solsjön (Frötuna socken, Uppland)
Solsjön är en sjö i Norrtälje kommun i Uppland och ingår i Norrtäljeån-Åkerströms kustområde.